# Краснодольський (Бузулуцький район)
Краснодо́льський (рос. Краснодольский) — селище у складі Бузулуцького району Оренбурзької області, Росія.

## Населення
Населення — 33 особи (2010; 56 у 2002).
Національний склад (станом на 2002 рік):
- росіяни — 77 %